# العلاقات الآيسلندية البلغارية
العلاقات الآيسلندية البلغارية هي العلاقات الثنائية التي تجمع بين آيسلندا وبلغاريا.

## مقارنة بين البلدين
هذه مقارنة عامة ومرجعية للدولتين:
| وجه المقارنة                                              | آيسلندا          | بلغاريا                                                                             |
| --------------------------------------------------------- | ---------------- | ----------------------------------------------------------------------------------- |
| المساحة (كم2)                                             | 103.00 ألف       | 110.99 ألف                                                                          |
| عدد السكان (نسمة)                                         | 317.35 ألف       | 7.08 مليون                                                                          |
| الكثافة السكانية (ن./كم²)                                 | 3.08             | 63.79                                                                               |
| العاصمة                                                   | ريكيافيك         | صوفيا                                                                               |
| اللغة الرسمية                                             | اللغة الآيسلندية | اللغة البلغارية                                                                     |
| العملة                                                    | كرونة آيسلندية   | ليف بلغاري                                                                          |
| الناتج المحلي الإجمالي (بليون دولار)                      | 23.91 مليار      | 56.83 مليار                                                                         |
| الناتج المحلي الإجمالي (تعادل القوة الشرائية) بليون دولار | 15.79 مليار      | 130.99 مليار                                                                        |
| الناتج المحلي الإجمالي الاسمي للفرد دولار أمريكي          | 50.17 ألف        | 8.03 ألف                                                                            |
| الناتج المحلي الإجمالي للفرد دولار أمريكي                 | 46.55 ألف        | 17.21 ألف                                                                           |
| مؤشر التنمية البشرية                                      | 0.899            | 0.782                                                                               |
| رمز المكالمات الدولي                                      | +354             | +359                                                                                |
| رمز الإنترنت                                              | .is              | .bg، .бг ‏                                                                           |
| المنطقة الزمنية                                           | 00، أوروبا/لندن ‏ | ت ع م+02:00، ت ع م+03:00، أوروبا/صوفيا ‏، توقيت شرق أوروبا، توقيت شرق أوروبا الصيفي ‏ |

## منظمات دولية مشتركة
يشترك البلدان في عضوية مجموعة من المنظمات الدولية، منها:
| علم المنظمة | اسم المنظمة                               | تاريخ انضمام آيسلندا | تاريخ انضمام بلغاريا |
| ----------- | ----------------------------------------- | -------------------- | -------------------- |
|             | وكالة ضمان الاستثمار متعدد الأطراف        | 25 سبتمبر 1998       | 23 سبتمبر 1992       |
|             | الأمم المتحدة                             | 19 نوفمبر 1946       | 14 ديسمبر 1955       |
|             | الفريق المعني برصد الأرض                  | ?                    | ?                    |
|             | منظمة حظر الأسلحة الكيميائية              | ?                    | ?                    |
|             | منظمة التجارة العالمية                    | ?                    | 1 ديسمبر 1996        |
|             | منظمة الشرطة الجنائية الدولية             | ?                    | ?                    |
|             | منظمة الأمن والتعاون في أوروبا            | 25 يونيو 1973        | 25 يونيو 1973        |
|             | حلف شمال الأطلسي                          | 4 أبريل 1949         | 29 مارس 2004         |
|             | نظام تحكم تكنولوجيا القذائف               | 1993                 | 2004                 |
|             | يونسكو                                    | 8 يونيو 1964         | 17 مايو 1956         |
|             | مجلس أوروبا                               | ?                    | 7 مايو 1992          |
|             | الاتحاد البريدي العالمي                   | ?                    | ?                    |
|             | البنك الدولي للإنشاء والتعمير             | 27 ديسمبر 1945       | 25 سبتمبر 1990       |
|             | اتفاقية السماوات المفتوحة                 | ?                    | ?                    |
|             | الاتحاد الدولي للاتصالات                  | 1 أكتوبر 1906        | 18 سبتمبر 1880       |
|             | مؤسسة التمويل الدولية                     | 20 يوليو 1956        | 22 يوليو 1991        |
|             | المركز الدولي لتسوية المنازعات الاستشارية | 14 أكتوبر 1966       | 13 مايو 2001         |
|             | مجموعة أستراليا                           | 1993                 | 2001                 |
|             | مجموعة الموردين النوويين                  | ?                    | ?                    |

## وصلات خارجية
- موقع وزارة الخارجية الآيسلندية
- موقع وزارة الخارجية البلغارية